# Le Cycle du Graal
Le Cycle du Graal est une série de romans historiques comprenant huit tomes, écrits par Jean Markale.
Il s'agit d'une ré-écriture, dans un style contemporain, d'épisodes relatifs à la légende arthurienne telle qu'elle apparaît dans les manuscrits du XIe au XVe siècle. Ces épisodes appartiennent aussi bien aux versions les plus connues, qu'à des textes demeurés dans l'ombre. Ils ont été choisis en fonction de leur intérêt dans le déroulement général du schéma épique qui se dessine à travers la plupart des récits dits de la Table ronde.

## Liste des romans
1. La Naissance du roi Arthur
2. Les Chevaliers de la Table Ronde
3. Lancelot du lac
4. La Fée Morgane
5. Gauvain et les chemins d'Avalon
6. Perceval le Gallois
7. Galaad et le Roi Pêcheur
8. La Mort du roi Arthur